# Andrey Nunes dos Santos
Andrey Nunes dos Santos (Curitiba, 26 giugno 2000) è un calciatore brasiliano, attaccante del Patriotas.

## Caratteristiche tecniche
È un centravanti.

## Carriera
Cresciuto nel settore giovanile del Paraná, ha esordito in prima squadra il 9 ottobre 2018 in occasione del match di Série A perso 4-0 contro il Fluminense.
Trova la prima rete in carriera il 10 novembre successivo decidendo al 90' il match vinto 1-0 contro l'Atlético Mineiro.

## Palmarès

### Competizioni statali
- Campionato Maranhense: 1

Sampaio Corrêa: 2022